# Arizelocichla tephrolaema
Arizelocichla tephrolaema é uma espécie de ave da família Pycnonotidae.
Pode ser encontrada nos seguintes países: Camarões, Guiné Equatorial e Nigéria.
Os seus habitats naturais são: florestas boreais, regiões subtropicais ou tropicais húmidas de alta altitude e matagal árido tropical ou subtropical.